# Episodi di The Bastard Executioner
La prima ed unica stagione della serie televisiva The Bastard Executioner, composta da 10 episodi, è stata trasmessa in prima visione negli Stati Uniti da FX dal 15 settembre al 17 novembre 2015.
In Italia la serie è inedita.
| nº  | Titolo originale                              | Titolo italiano | Prima TV USA      | Prima TV Italia |
| --- | --------------------------------------------- | --------------- | ----------------- | --------------- |
| 1/2 | Pilot, Part 1 & 2                             |                 | 15 settembre 2015 |                 |
| 3   | Effigy / Ddelw                                |                 | 22 settembre 2015 |                 |
| 4   | A Hunger / Newyn                              |                 | 29 settembre 2015 |                 |
| 5   | Piss Profit / Troeth Elw                      |                 | 6 ottobre 2015    |                 |
| 6   | Thorns / Drain                                |                 | 13 ottobre 2015   |                 |
| 7   | Behold the Lamb / Gweled yr Oen               |                 | 20 ottobre 2015   |                 |
| 8   | Broken Things / Pethau Toredig                |                 | 3 novembre 2015   |                 |
| 9   | The Bernadette Maneuver / Cynllwyn Bernadette |                 | 10 novembre 2015  |                 |
| 10  | Blood and Quiescence / Crau a Chwsg           |                 | 17 novembre 2015  |                 |

## Pilot, Part 1 & 2
- Scritto da: Kurt Sutter
- Diretto da: Paris Barclay
- Ascolti USA: telespettatori 2 116 000[6]

## Effigy / Ddelw
- Scritto da: Kurt Sutter & Charles Murray & Nichole Beattie
- Diretto da: Paris Barclay

## A Hunger / Newyn
- Scritto da: Curtis Gwinn
- Diretto da: Ciaran Donnelly

## Piss Profit / Troeth Elw
- Scritto da: Roberto Patino
- Diretto da: Kari Skogland

## Thorns / Drain
- Scritto da: John Barcheski & Kurt Sutter
- Diretto da: Billy Gierhart

## Behold the Lamb / Gweled yr Oen
- Scritto da: Carly Wray & Kurt Sutter
- Diretto da: Ashley Way

## Broken Things / Pethau Toredig
- Scritto da: Ryan Scott & Kurt Sutter
- Diretto da: Ciaran Donnelly

## The Bernadette Maneuver / Cynllwyn Bernadette
- Scritto da: Robert Patino & Curtis Gwinn & Kurt Sutter
- Diretto da: Paris Barclay

## Blood and Quiescence / Crau a Chwsg
- Scritto da: Kurt Sutter
- Diretto da: Ashley Way